# Zgornja Besnica (Ljubljana)
Zgornja Besnica is een plaats in Slovenië en maakt deel uit van de gemeente Ljubljana in de NUTS-3-regio Osrednjeslovenska. De plaats telde 132 inwoners op 1 januari 2020.